# 福建佛学院
福建佛学院位于中国福建省，由圆拙法师，及普雨、妙湛法师发起，于1983年春正式创办，属于省级佛教院校。福建佛学院男众部设在莆田广化寺，女众部在福州崇福寺。

## 歷史
福建佛学院于1983年4月1日由当代高僧圆拙老和尚等发起、经福建省人民政府与国家宗教事务局批准成立，为省级佛教院校，是中国改革开放以来创办较早的佛教院校。学院分男众、女众两部，男众部设在莆田广化寺内，女众部设在福州崇福寺内。
2009年8月，国家宗教事务局批复了佛学院专科升本科的请示，2013年8月6日，国家宗教事务局正式批准同意福建佛学院为本科佛学院。
至2014年，福建佛学院已有15届毕业生，毕业、结业者2000多名。

## 培养目标
根据"学院丛林化，丛林学院化"的办学方式，以培养德才兼备，修学并重、具有正见、正信的僧青年为目标。
由于佛学院跟丛林相结合，学僧要一起出坡劳动、上殿、过堂、安居、学戒，参加各种法会等，有比较系统的学修训练，易适应以后的丛林生活。

## 学制科目
目前学院设有预科班、本科班、研究班三个梯次，预科班学制两年，本科班学制四年，研究班学制三年。在校学僧350余名，法师52名，其中博士学历4人，多有海外求学、治学经历；在家教师16名，其中教授、副教授9名，师资力量在全国佛学院校中处于领先水平。

主要课程中佛教类的包括：佛教史、俱舍、唯识、菩提道次第广论、中观、天台宗，净土宗，戒律等，其它类别的主要有古典文学、中国通史、中西哲学史、政治、书法、计算机等。

## 历任院长
- 释普雨（1983年-1990年）
- 释妙湛（1990年-1995年）
- 释学诚（1995年-2018年）
- 本性法师[5]（2018年-）

### 腳註
1. ↑  . 福建省民族与宗教事务厅. 2012-09-25. （原始内容存档于2015-02-03） （中文）.
2. ↑  . 中国佛教协会. 2013-08-06. （原始内容存档于2019-03-01） （中文）.
3. ↑  . 2014-07-02. （原始内容存档于2019-06-11） （中文）.
4. ↑  普光. . 法音. 2013年11月, (1006-7558). （原始内容存档于2019-06-09）.
5. ↑  福建省佛协会议决议：本性法师担任福建佛学院院长 （页面存档备份，存于）.凤凰网

### 其他
1. 莆田广化寺举行福建佛学院2005级新生开学典礼 http://news.buddhism.cn/jjdt/jjdtnr/t20050914_13597.htm （页面存档备份，存于）
2. 印淳，《界诠法师访谈录》，http://bbs.jcedu.org/dispbbs.asp?boardID=33&ID=5084[永久]
3. 福建佛学院，https://web.archive.org/web/20060206022954/http://www.buddhism.com.cn/ddfj/foxueyuan/fjfxy.htm
4. 福建佛学院2005年招生简章，http://www.fjfj.org/news/display.asp?id=418 （页面存档备份，存于）